# Хроника Холодной войны (1978 год)
Хронология Холодной войны
- 1943
- 1944
- 1945
- 1946
- 1947
- 1948
- 1949
- 1950
- 1951
- 1952
- 1953
- 1954
- 1955
- 1956
- 1957
- 1958
- 1959
- 1960
- 1961
- 1962
- 1963
- 1964
- 1965
- 1966
- 1967
- 1968
- 1969
- 1970
- 1971
- 1972
- 1973
- 1974
- 1975
- 1976
- 1977
- 1978
- 1979
- 1980
- 1981
- 1982
- 1983
- 1984
- 1985
- 1986
- 1987
- 1988
- 1989
- 1990
- 1991

- 29 января: Из-за территориального спора о Полосе Аузу начинается Чадско-Ливийский конфликт.
- 15 марта: Война за Огаден заканчивается прекращением огня.
- 27 апреля: Президент Афганистана Сардар Мохаммед Дауд убит в результате переворота во главе с прокоммунистическими повстанцами.
- 1 октября: Тувалу становится независимым от Великобритании в качестве члена Британского Содружества.
- 30 октября: Уганда вторгается в Танзанию, начинается Угандийско-Танзанийская война. Уганда поддерживается Ливией и ООП, в то время как Танзания поддерживается Китаем, Алжиром и Эфиопией.
- 3 ноября: Доминикана становится независимой от Великобритании.
- 18 декабря: Дэн Сяопин объявляет о реформе и открытии Китая для внешнего мира.
- 25 декабря:
  - Вьетнамские войска вторгаются в Камбоджу.
  - В Афганистане установлен коммунистический режим.